# ОШ „Краљица Марија” Београд
 ОШ „Краљица Марија” једна је од основних школа у општини Палилула. Налази се у улици  Михаја Еминескуа 65, у насељу Овча а основана је 2014. године.

## Опште информације
Школа се налази у београдском насељу Овча на Палилули, а први пут је примила ђаке 1. септембра 2014. године. На месту данашње школе налазило се издвојено одељење ОШ „Васа Пелагић” из Котежа, да би се на иницијативу родитеља овчанских ђака данашња школа осамосталила, одлуком Скупштине града Београда.
Једноспратна зграда у Улици Михаја Еминескуа изграђена је из темеља током 2012. године, док су у претходном објекту учионице биле импровизоване, а настава се одвијала  у три смене. Зграда је реконструисана средствима града Београда, а дограђен је и додатни простор, док је радове извело грађевинско предузеће „Златибор градња“ из Београда.
Након завршетка радова објекат је имао 16 учионица за класичну наставу са по тридесет места, кабинете за информатику и предшколце, зборницу, као и канцеларије за психолога, педагога, директора и секретара школе. У оквиру реконструкције сређени су водоводни систем и санитарни чвор, а реконструисана је и фискултурна сала, уређена котларница, уграђен лифт, рампе и тоалет за особе са инвалидитетом. Школско двориште је проширено, посађено је зеленило, а школа је добила и ограђени спортски терен.
Школа је добила име по краљици Марији Карађорђевић, супрузи краља Александра I и мајци последњег југословенског краља, Петра II.
У школи се уче енглески и француски језик, а за ученике првог и другог разреда постоји могућност коришћења продуженог боравка.